# Lycianthes hypoleuca
Lycianthes hypoleuca är en potatisväxtart som beskrevs av Standley. Lycianthes hypoleuca ingår i Himmelsögonsläktet som ingår i familjen potatisväxter. Inga underarter finns listade i Catalogue of Life.